# Hoa hậu Quốc tế 1972
Hoa hậu Quốc tế 1972 là cuộc thi Hoa hậu Quốc tế lần thứ 12, được tổ chức vào ngày 6 tháng 10 năm 1972 tại Nippon Budokan, thủ đô Tokyo của Nhật Bản. 47 thí sinh tham gia cuộc thi năm nay. Trong đêm chung kết, Hoa hậu Quốc tế 1971, Jane Cheryl Hansen đến từ New Zealand đã trao vương miện cho người kế nhiệm, cô Linda Hooks đến từ Anh Quốc. Đây là lần thứ hai Anh Quốc đăng quang cuộc thi.

## Kết quả

### Thứ hạng
| Kết quả              | Thí sinh |
| -------------------- | --- |
| Hoa hậu Quốc tế 1972 | - Anh Quốc – Linda Hooks |
| Á hậu 1              | - Úc – Christine Nola Clark |
| Á hậu 2              | - Philippines – Yolanda Adriatico Dominguez |
| Á hậu 3              | - Brazil – Jane Vieira Macambira |
| Á hậu 4              | - Hoa Kỳ – Lindsay Bloom |
| Top 15               | - Argentina – Adriana Graciela Martin - Colombia – Lamia El Kouri Chaia - Phần Lan – Tarja Annikki Leskinen - Pháp – Suzanne Angly - Đức – Brigitte Burfino - Ireland – Katherine Talbot - Nhật Bản – Yuko Tamehisa - Bồ Đào Nha – Gilda Isabel Abreu - Thổ Nhĩ Kỳ – Hulya Ercan - Venezuela – Marilyn Plessmann Martínez |

### Các giải thưởng đặc biệt
| Giải thưởng                 | Thí sinh                               |
| --------------------------- | -------------------------------------- |
| Hoa hậu Thân thiện          | - Puerto Rico – Miriam López           |
| Hoa hậu Ảnh                 | - Anh Quốc – Linda Hooks               |
| Trang phục dân tộc đẹp nhất | - Ecuador – Lucia Fernández Avellaneda |

## Các thí sinh
Cuộc thi có 47 đại diện:
| - Argentina - Adriana Graciela Martin - Úc - Christine Nola Clark - Áo - Brigitt Matzak Von Goricke - Bỉ - Caroline A Devienne - Bolivia - Leticia Brunn Aguilera - Brazil - Jane Vieira Macambira - Anh Quốc - Linda Hooks - Canada - Bonny Brady - Chile - Pamela Virginia Santibáñez Berg - Colombia - Lamia El Kouri Chaia - Costa Rica - Isabel Amador Zamora - Đan Mạch - Gitte Mogensen - Ecuador - Lucia del Carmen Fernández Avellaneda - Phần Lan - Tarja Annikki Leskinen - Pháp - Suzanne Angly - Đức - Brigitte Burfino - Hy Lạp - Neti Fasouli - Guam - Edna Maria Quintanilla - Hawaii - Allison John - Hà Lan - Monica Strotmann - Iceland - Kolbrun Sveinsdóttir - Ấn Độ - Indira Muthanna - Ireland - Katherine Talbot - Ý - Rita Pistolozzi | - Nhật Bản - Yuko Tamehisa - Hàn Quốc - Suh Ae-ja - Luxembourg - Lydia Thilgen - Malaysia - Francesca Lee Mei Fung - Malta - Dolores Abdilla - Mexico - Margarita Julia Martinez - New Zealand - Janice Dawn Walker - Nicaragua - Connie Anne Ballantyne Sequeira - Na Uy - Vigdis Thire - Philippines - Yolanda "Yogi" Adriatico Dominguez - Bồ Đào Nha - Gilda Isabel Abreu - Puerto Rico - Miriam López - Singapore - May Tan - Tây Ban Nha - Gloria Puyol Toledo - Sri Lanka - Damayanthi Gunewardena - Thụy Điển - Eva Andersson - Thụy Sĩ - Anneliese Weber - Tahiti - Moea Arapari - Thái Lan - Sarinya Thattavorn - Thổ Nhĩ Kỳ - Hulya Ercan - Uruguay - Christina Moller - Hoa Kỳ - Lindsay Bloom - Venezuela - Marilyn Plessman Martínez |

## Chú ý

### Trở lại
- Lần cuối tham gia vào năm 1969:
  -  Tahiti
- Lần cuối tham gia vào năm 1970:
  -  Ceylon
  -  Costa Rica
  -  Hy Lạp
  -  Hawaii
  -  Malaysia
  -  Singapore
  -  Thổ Nhĩ Kỳ

### Bỏ cuộc
| - Bahamas - Bermuda - Curaçao - Cộng hòa Dominica - Guatemala - Honduras | - Israel - Panama - Suriname - Trinidad và Tobago - Nam Tư |